# Agostino Favaroni
Agostino Favaroni (Roma, 1360 – 1443) è stato un arcivescovo cattolico italiano.

## Biografia
Fu priore generale degli Agostiniani tra il 1419 e il 1431.
Papa Eugenio IV lo elesse arcivescovo di Nazareth in Barletta nel 1431, dove rimase fino al 1443, anno in cui morì.
Fu amministratore apostolico della diocesi di Cesena.
Sono note alcune sue opere teologiche:
- Quaestio bona de triduo
- Quaestio disputata in vesperis
- Quattuor principia et prologus in libros Sententiarum
- De Sacramento unitatis Christi et Ecclesiae sive “de Christo integro”
- Tractatus de Sacerdotio Christi et Sacerdotio electorum

Alcuni suoi testi furono tacciati di eresia e sottoposti al giudizio delle autorità ecclesiastiche, come avvenne nel Concilio di Basilea-Ferrara (1431-1437). Alcune tesi di Favaroni sono esplicitamente condannate nel suddetto Concilio alla sessione XXII (15 ottobre 1435).